# Yukio Shimomura
Yukio Shimomura (下村幸男?, Shimomura Yukio; Hiroshima, 25 gennaio 1932) è un allenatore di calcio, ex calciatore e dirigente sportivo giapponese.

## Biografia
Nato a Hiroshima, a circa un chilometro dal punto in cui scoppiò Little Boy, sopravvisse al bombardamento atomico del 1945 soffrendo tuttavia di alcuni problemi di salute dovuti ai postumi (otite media).

## Carriera

### Calciatore

#### Club
Esordì nel calcio giocato come portiere della squadra della Shudō High School, imparando la tecnica da autodidatta. Dopo il diploma, nel 1951 fu assunto alla Mazda passando automaticamente al club calcistico aziendale dove ottenne, come miglior risultato, il secondo posto in Coppa dell'Imperatore nel 1954 e nel 1957. Si ritirò dal calcio giocato nel 1961 anche se, fino al 1966, continuerà ad essere incluso nella rosa come giocatore.

#### Nazionale
Conta una presenza in nazionale maggiore e la partecipazione alla rappresentativa giapponese alle Olimpiadi di Melbourne del 1956.

### Allenatore
Dopo aver allenato, durante la carriera di calciatore, alcune squadre liceali di Hiroshima (dove scoprì alcuni futuri giocatori della nazionale come Takaji Mori), dopo il ritiro dal calcio giocato passò nello staff tecnico del Toyo Kogyo, di cui divenne allenatore nel 1964. Mettendo in atto un modulo molto simile all'attuale 4-3-3, Shimomura guidò la squadra verso la vittoria delle prime quattro edizioni della neocostituita Japan Soccer League e di due edizioni della Coppa dell'Imperatore. Nel 1970, subito dopo la vittoria del quinto titolo in sei edizioni del campionato, Shimomura lasciò la guida tecnica del Toyo Kogyo: dopo una stagione di inattività, nel 1972 assunse la guida tecnica dello Towa Real Estate, appena ammesso nella Japan Soccer League.

### Dirigente
Nel 1974, Shimomura lasciò la conduzione tecnica del Towa Real Estate al suo ex giocatore Yoshinobu Ishii, ottenendo l'incarico di direttore sportivo della squadra: i risultati conseguiti sotto la sua dirigenza (la vittoria di due edizioni della Coppa dell'Imperatore e del campionato tra il 1976 e il 1979) spinse la JFA ad affidargli l'incarico di commissario tecnico della Nazionale maggiore, che mantenne fin quando non rassegnò le dimissioni a causa del fallimento della qualificazione alle Olimpiadi del 1980.
In seguito a questo risultato Shimomura diradò la propria presenza nel contesto calcistico, ritornandovi con l'avvento della J-League, in qualità di osservatore per il Sanfrecce Hiroshima.

## Statistiche

### Statistiche da allenatore
| Stagione                | Squadra                 | Campionato              | Piazzamento             | Andamento | Andamento | Andamento | Andamento | Andamento  |
| Stagione                | Squadra                 | Campionato              | Piazzamento             | Giocate   | Vittorie  | Pareggi   | Sconfitte | % vittorie |
| ----------------------- | ----------------------- | ----------------------- | ----------------------- | --------- | --------- | --------- | --------- | ---------- |
| 1965                    | Toyo Kogyo              | JSL                     | 1º                      | 14        | 12        | 2         | 0         | 85,71      |
| 1966                    | Toyo Kogyo              | JSL                     | 1º                      | 14        | 12        | 1         | 1         | 85,71      |
| 1967                    | Toyo Kogyo              | JSL                     | 1º                      | 14        | 10        | 2         | 2         | 71,43      |
| 1968                    | Toyo Kogyo              | JSL                     | 1º                      | 14        | 10        | 1         | 3         | 71,43      |
| 1969                    | Toyo Kogyo              | JSL                     | 2º                      | 14        | 10        | 1         | 3         | 71,43      |
| 1970                    | Toyo Kogyo              | JSL                     | 1º                      | 14        | 11        | 1         | 2         | 78,57      |
| Totale Toyo Kogyo       | Totale Toyo Kogyo       | Totale Toyo Kogyo       | Totale Toyo Kogyo       | 84        | 65        | 8         | 8         | 77,38      |
| 1972                    | Towa Real Estate        | JSL1                    | 8º                      | 14        | 2         | 2         | 10        | 14,29      |
| 1973                    | Towa Real Estate        | JSL1                    | 4º                      | 18        | 9         | 3         | 6         | 50,00      |
| 1974                    | Towa Real Estate        | JSL1                    | 8º                      | 18        | 5         | 6         | 7         | 27,78      |
| Totale Towa Real Estate | Totale Towa Real Estate | Totale Towa Real Estate | Totale Towa Real Estate | 50        | 16        | 11        | 23        | 32,00      |

## Palmarès

### Allenatore
- Japan Soccer League: 5

1965, 1966, 1967, 1968, 1970
- Coppa dell'Imperatore: 2

1965, 1969